# Amalasunta (nome)
Amalasunta  è un nome proprio di persona italiano femminile.

## Varianti
- Femminili: Amalasuenta[1]
- Maschili: Amalasunto[2]

### Varianti in altre lingue
- Catalano: Amalasunta
- Germanico: Amalasuintha[3], Amalasuinda[3], Amalasuntha[3], Amalsuint[3]
- Francese: Amalasonte
- Latino: Amalasuntha, Amalasuenta[1]
- Spagnolo: Amalasunta
- Tedesco: Amalasuntha

## Origine e diffusione

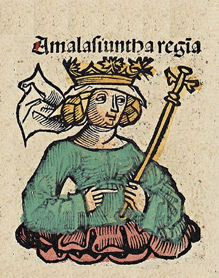
Amalasunta in un'illustrazione tratta dalle Cronache di Norimberga

Continua l'antico nome germanico Amalasuintha, che venne portato da Amalasunta, regina degli Ostrogoti; è composto da amal ("lavoro", "perseveranza", presente anche in Amalia e Amalrico) e swind ("forte", "violento", "rude", da cui anche Roswitha). Yonge lo interpretava invece come "dignità del lavoro", mentre alcune altre fonti propongono significati quali "vergine degli Amali" o "faciulla illibata". 
Il suo uso odierno in Italia è scarsissimo. Il nome inglese Millicent deriva da Amalasunta, tramite la forma normanna Melisent.

## Onomastico
L'onomastico ricorre il 1º novembre in occasione di Ognissanti; Amalasunta è infatti un nome adespota, ovvero privo di santa patrona.

## Persone
- Amalasunta, regina ostrogota